# Ernst Wense
Ernst Wense, auch Ernst Otto Hermann Freiherr von der Wense (* 28. August 1875 in Moor, Ungarn; † 26. März 1929 in Wien) war ein österreichischer Diplomat und Politiker (PÖM).
Ernst von der Wense stammte aus dem alten niedersächsischen Adelsgeschlecht derer von der Wense. 1894 erhielt er durch Kaiser Franz Joseph die Genehmigung, sich bei Prävalierung seines ausländischen Adels des Freiherrntitels zu bedienen. Er schlug 1898 in Wien eine Beamtenlaufbahn ein, zuerst als Referendar bei der niederösterreichischen Statthalterei, von wo 1900 er in das k.u.k. Ministerium des Äußern berufen wurde. Sein Spezialgebiet lag in handelspolitischen Agenden und dem Schifffahrtswesen. Bei den Verhandlungen zum Frieden von Bukarest intervenierte er erfolgreich als Experte Österreich-Ungarns. Er wurde außerordentlicher Gesandter und bevollmächtigter Minister.
Im Ersten Weltkrieg diente er 1915–1917 als Rittmeister im Ulanenregiment Nr. 6.
In der Ersten Republik wurde Ernst Wense Legitimist und Präsident der 1921 gegründeten Partei der österreichischen Monarchisten (PÖM). Diese schloss 1923 mit der Christlichsozialen Partei (CS) einen Wahlkompromiss, laut dem die PÖM die christlichsoziale Liste unterstützen werde, dafür würde die CS einen Vertreter der PÖM auf einen sicheren Listenplatz setzen. Dieser Kandidat war Wense, der so 1923 in den Nationalrat kam. Nach der Auflösung der PÖM 1924 legte Wense sein Mandat zurück und wurde geschäftsführender Vizepräsident in der legitimistischen Vereinigung Reichsbund der Österreicher.
Ernst Wense wurde am 29. März 1929 auf dem Wiener Zentralfriedhof bestattet.

## Politische Mandate
- 20. November 1923 bis 29. Oktober 1924: Abgeordneter zum Nationalrat (II. Gesetzgebungsperiode), auf der Liste der CS